# Catherine Binet
Catherine Binet (Tours, 12 de marzo de 1944 - París, 20 de febrero de 2006) fue una montadora y cineasta francesa. 

## Trayectoria
Catherine Binet, nacida en 1944, provenía de una familia burguesa, pues su padre era médico. Ya a los sieciséis años expresó que quería ser cineasta. Sus familiares se opusieron, y se licenció en inglés como deseaban ellos. Sólo entonces Catherine se fue de Tours y se instaló en París para introcucirse en el mundo cinematográfico. 
Fue montadora de cine durante diez años. Y rodaría varios cortometrajes sobre artistas. Empezó en 1972, con un trabajo sobre Hans Bellmer (1902-1975), fotógrafo y diseñador surrealista nacido en Katowice (Polonia), que desarrolló su trabajo en Berlín y luego en París huido del nazismo.
Empezó a preparar un largometraje, cuyo guion conoció Fellini y se lo presentó a la productora Gaumont (se haría en 1980). Pero la vida de Catherine cambió radicalmente en 1976 cuando Georges Perec y la cineasta francesa se enamoraron. De hecho, ella fue la compañera y colaboradora del escritor, hasta la muerte de éste en 1982: trabajaron juntos en varios proyectos.
Como no se habían casado, al fallecer Perec, Binet perdió todos sus derechos sobre la obra conjunta, y hasta el domicilio que compartían y era de ambos. Marina Vlady ha contado detalladamente estos avatares, al tiempo que señalaba la valía singular de ella. Su situación marginada pesó sobre su vida restante; y murió a los 61 años.
Catherine no logró realizar su adaptación de un documento exhumado por Michel Foucault, Herculine Barbin, dite Alexina B.. Pero rodó cortos de arte de interés, como Trompe-l’oeil (1982), Passages parisiens (1982), Jacques Carelman (1983), así como el que se considera mejor documental sobre Georges Perec: Te souviens-tu de Gaspard Winkler? (1990).
Cerca de su muerte publicó un libro de notas notable, Les fleurs de la toussaint (2004).

## Filmografía

### Largos
- Les Jeux de la comtesse Dolingen de Gratz, 1980

### Cortos sobre arte
- Film sobre Hans Bellmer, 1972
- Trompe-l'œil, 1982
- Les Passages parisiens, 1982
- Jacques Carelman, 1983
- Hanae Mori, haute couture, 1986

### Documental
- Te souviens-tu de Gaspard Winckler?, 1990, sobre su compañero Georges Perec

### Como actriz
- Le Printemps, de Marcel Hanoun

## Libro
- Catherine Binet, Les fleurs de la toussaint, París, Champtin, 2004 ISBN 2-9519668-2-2